# 建水文庙
建水文庙位于云南省紅河哈尼族彝族自治州建水县臨安鎮文廟社區，是云南省文庙中最大、保存最完整的一座，其现存规模、建筑水平和保存完好程度，仅次于曲阜孔庙和北京孔庙。2001年被列为第五批全国重点文物保护单位。
建水文庙始建于元至元二十二年（1285年），经明清两代扩建而成。现占地面积76000平方米，坐北朝南，共六进院落，中轴线上有棂星门、大成门、先师殿、崇圣祠、尊经阁（已毁）等建筑。其中先师殿是主体建筑，单檐歇山顶，其中22根外檐柱为整块青石雕成，工艺精湛。

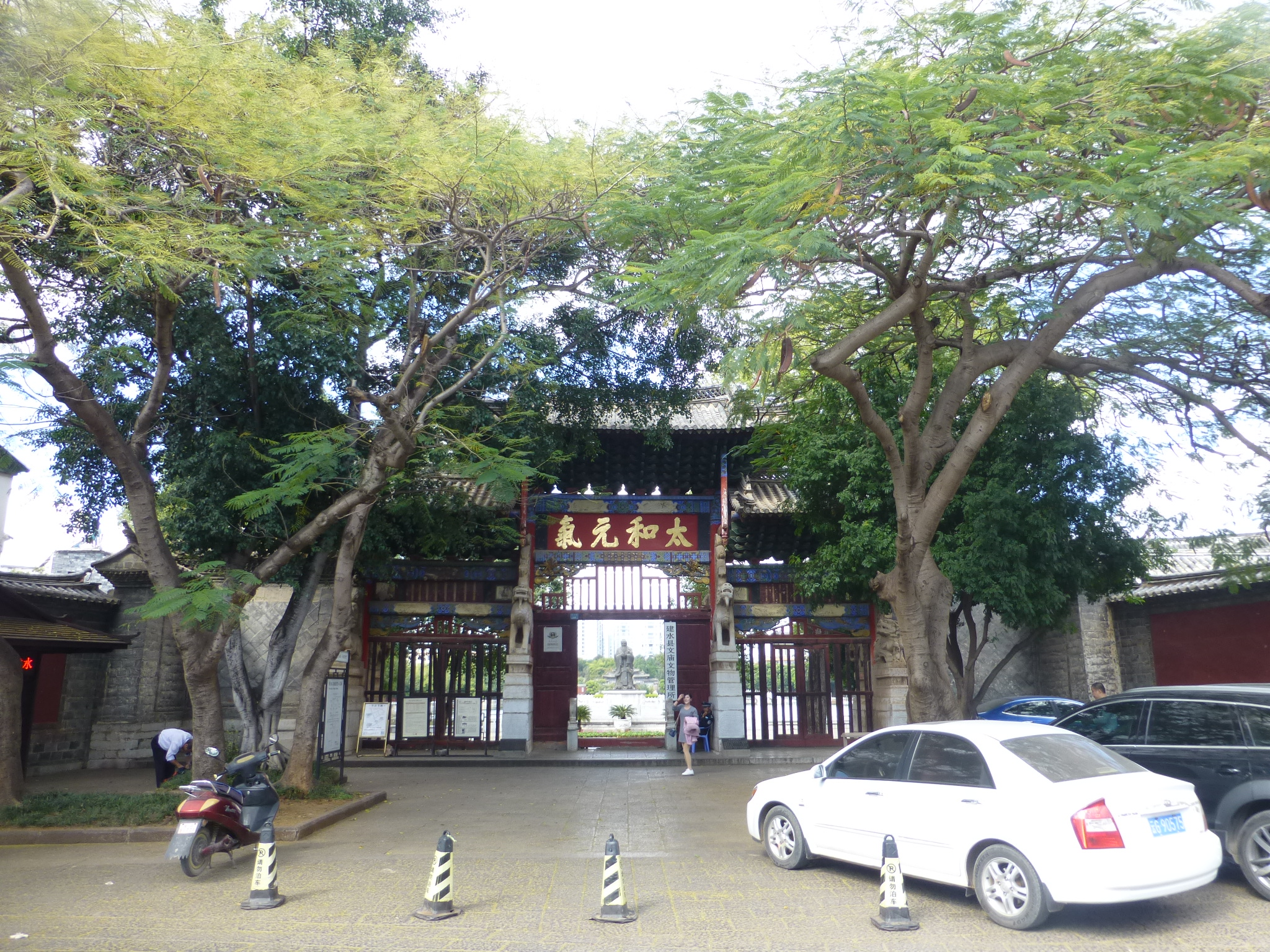
太和元气坊（正门）
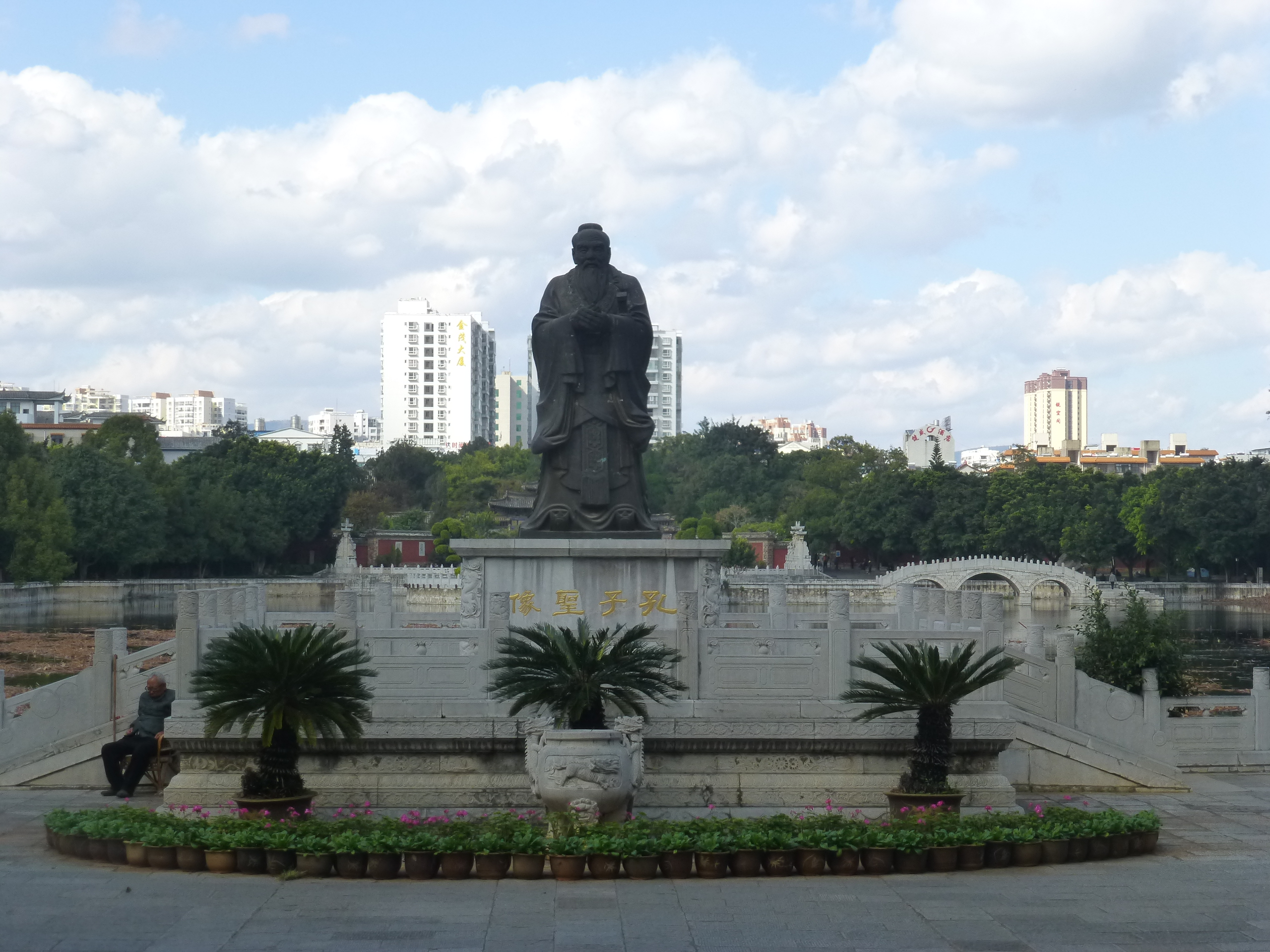
孔子像
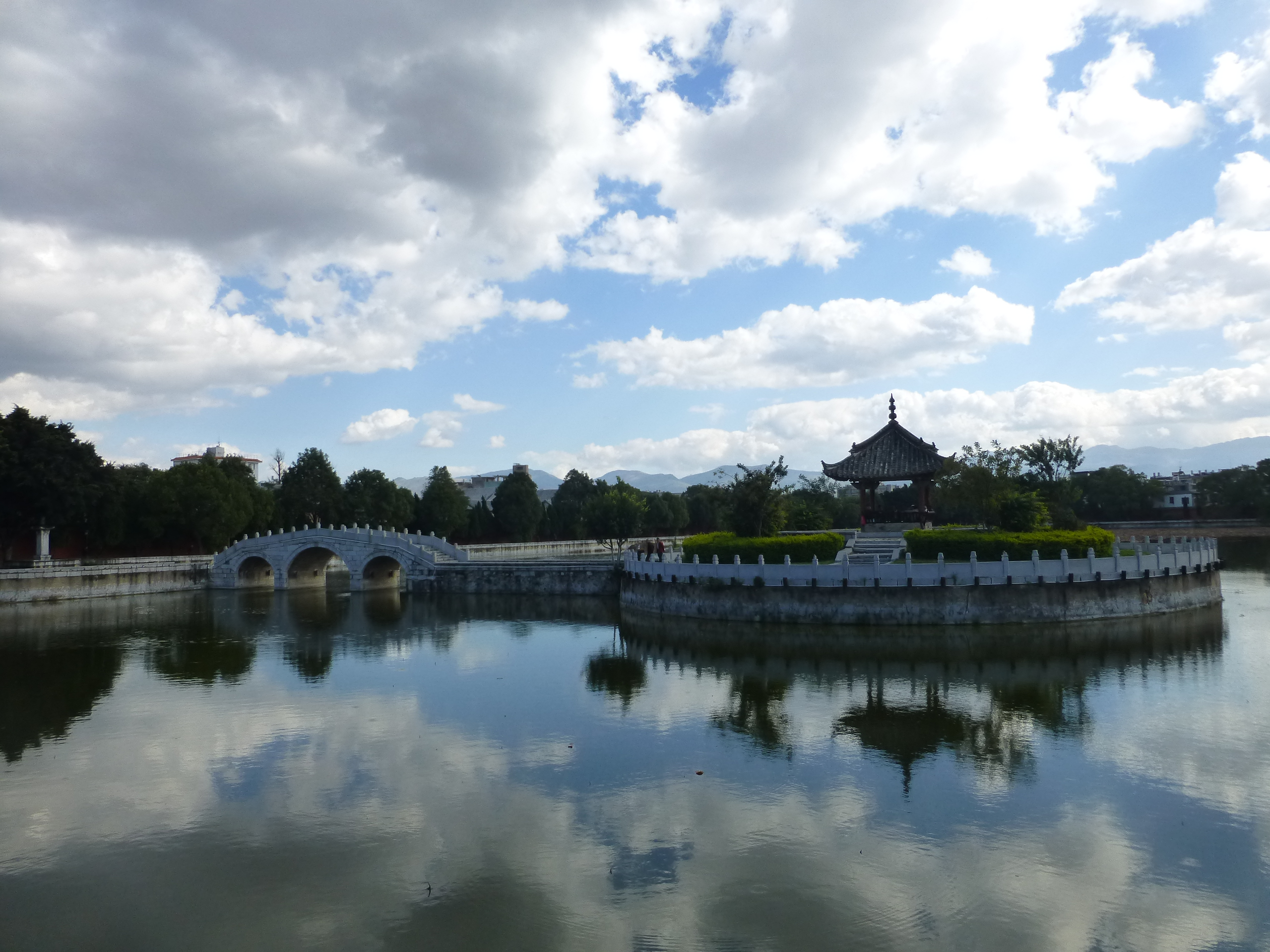
学海、状元桥及思乐亭
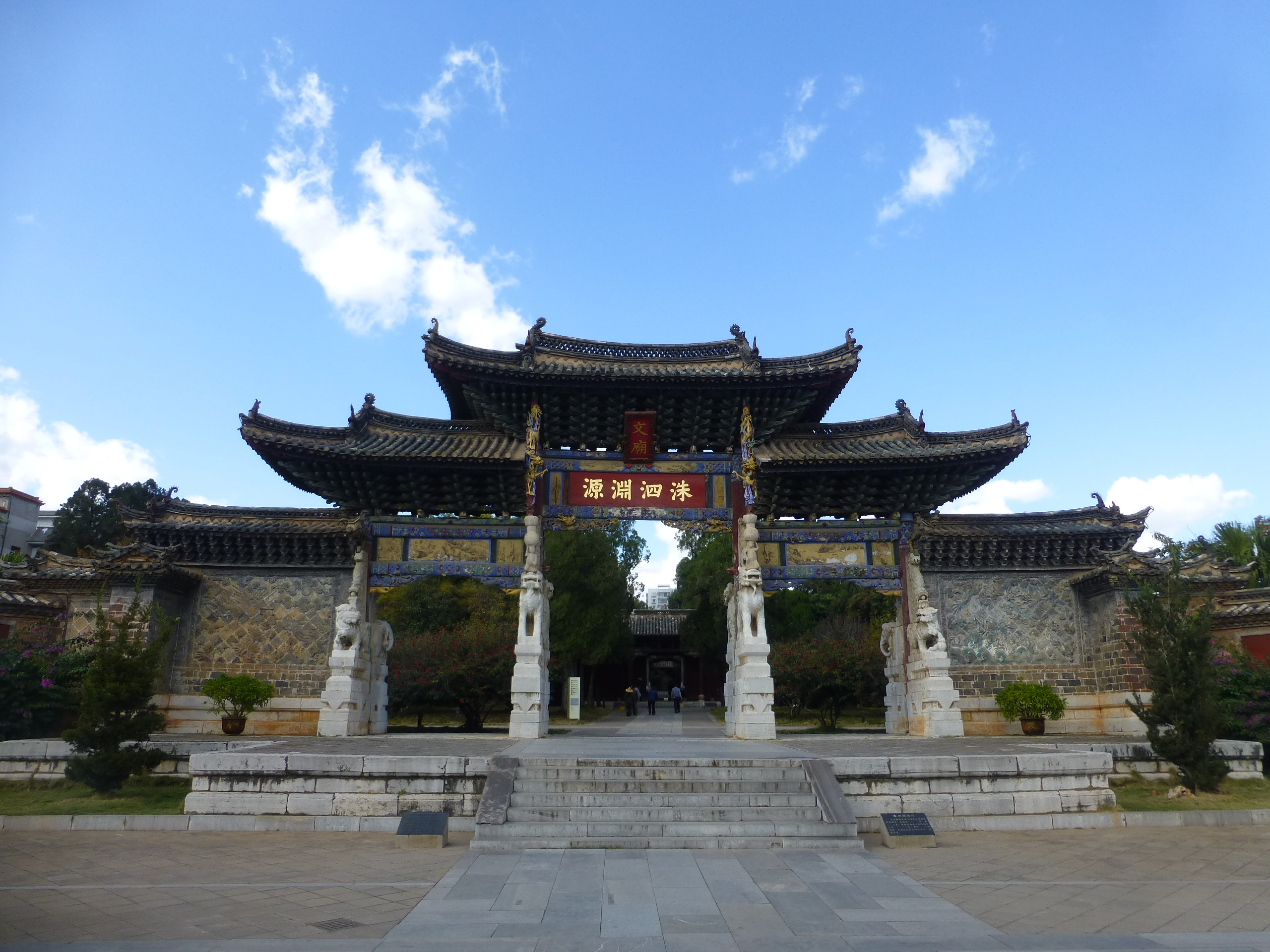
洙泗渊源坊
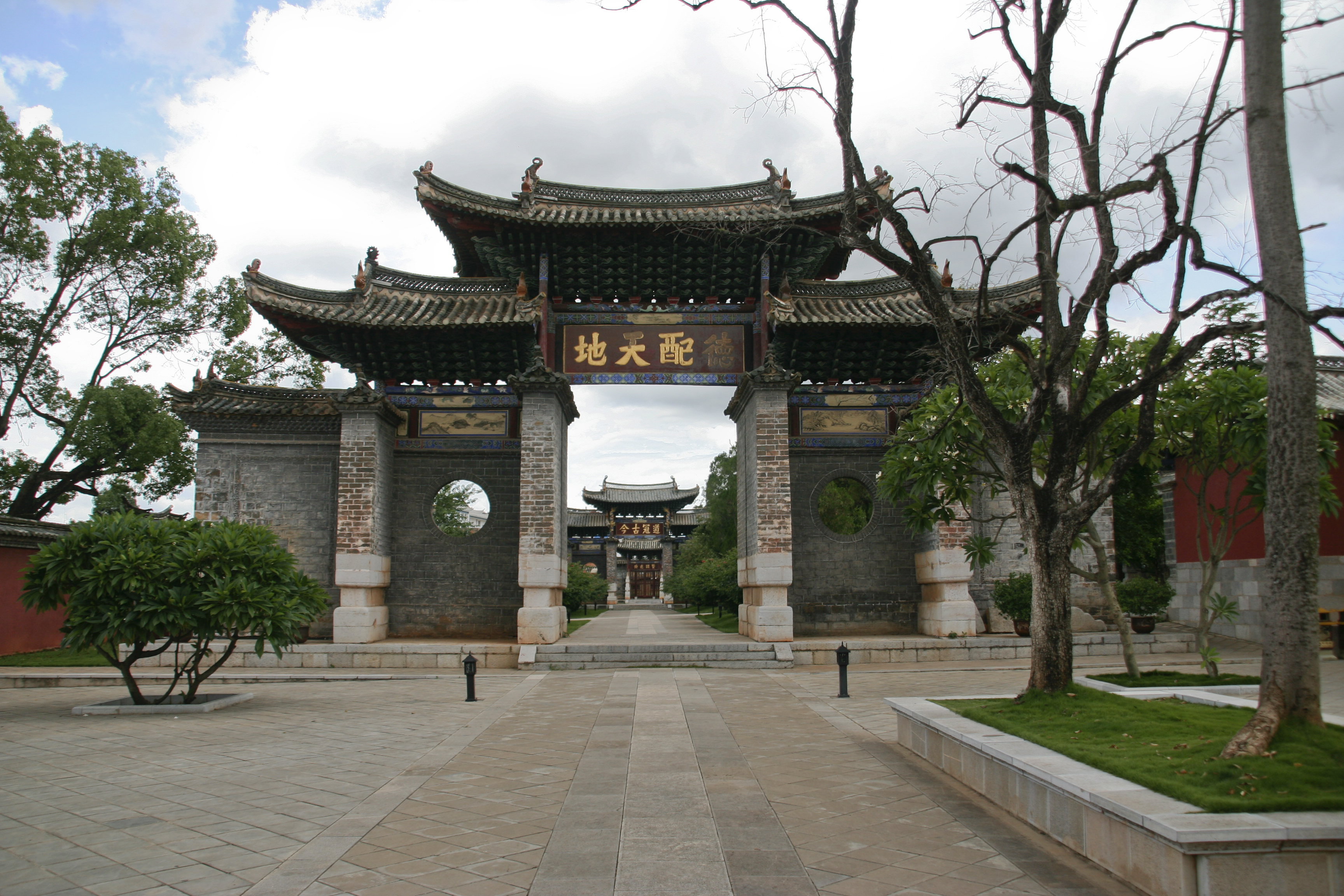
德配天地坊
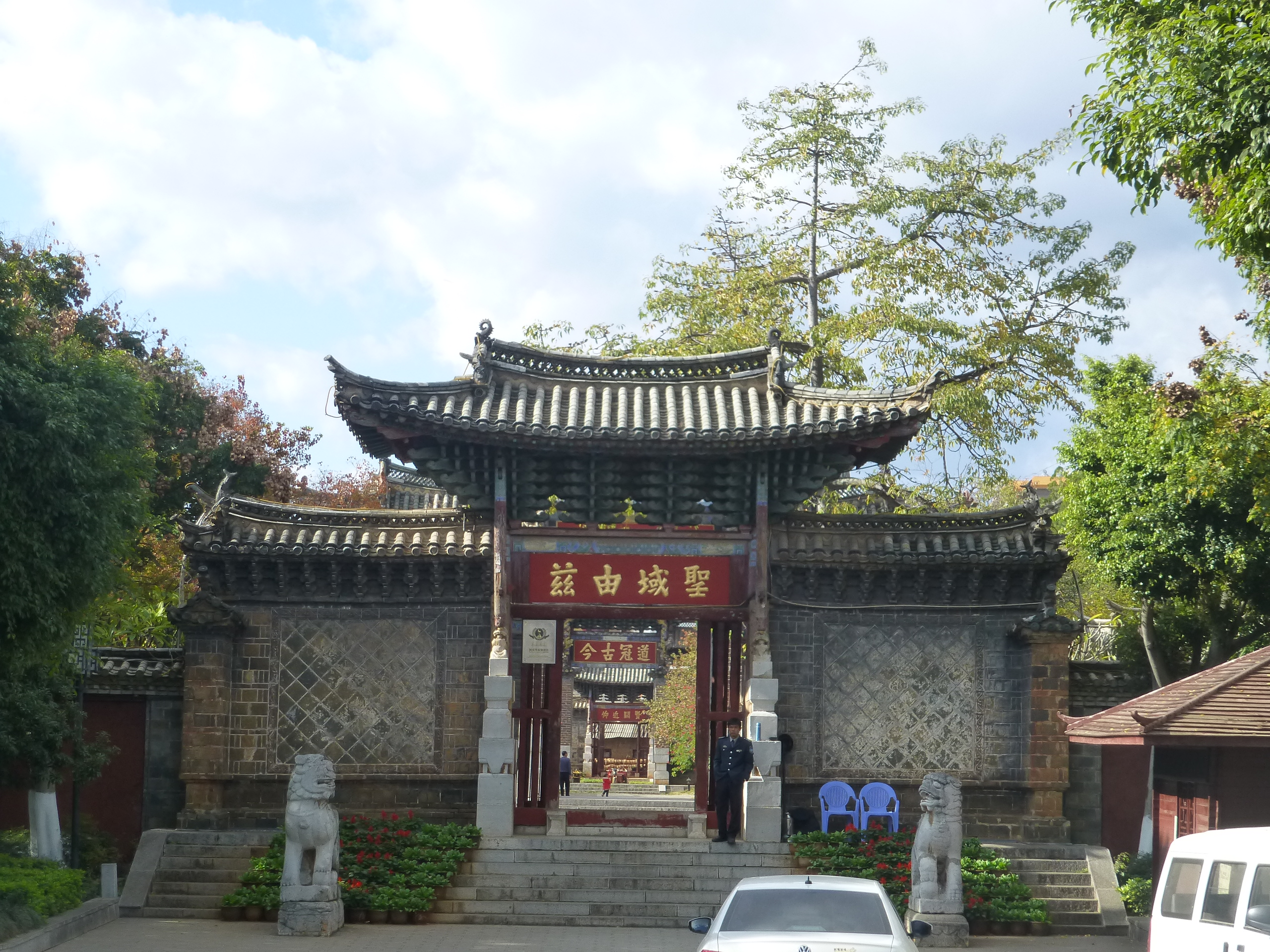
圣域由兹坊
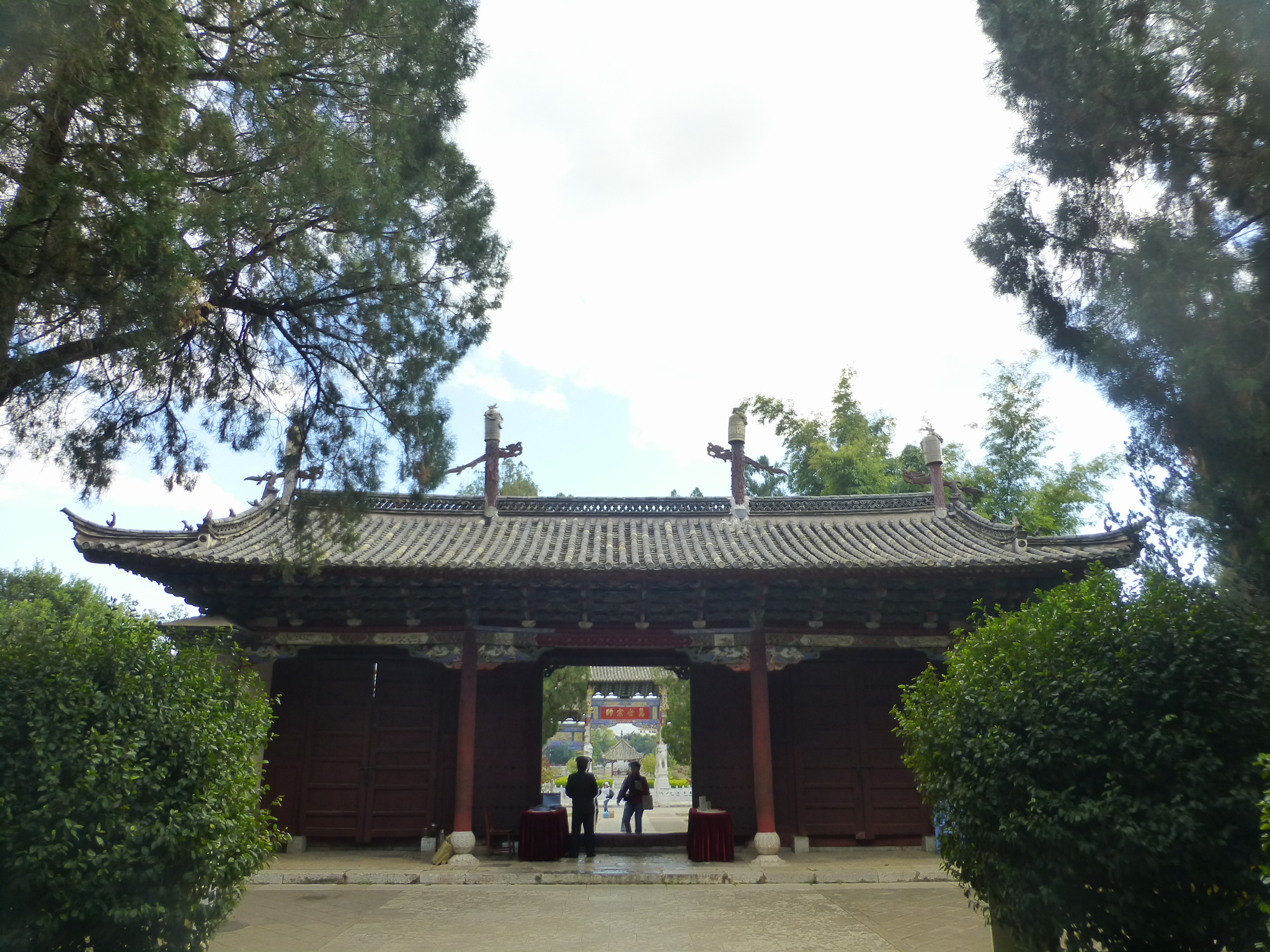
棂星门
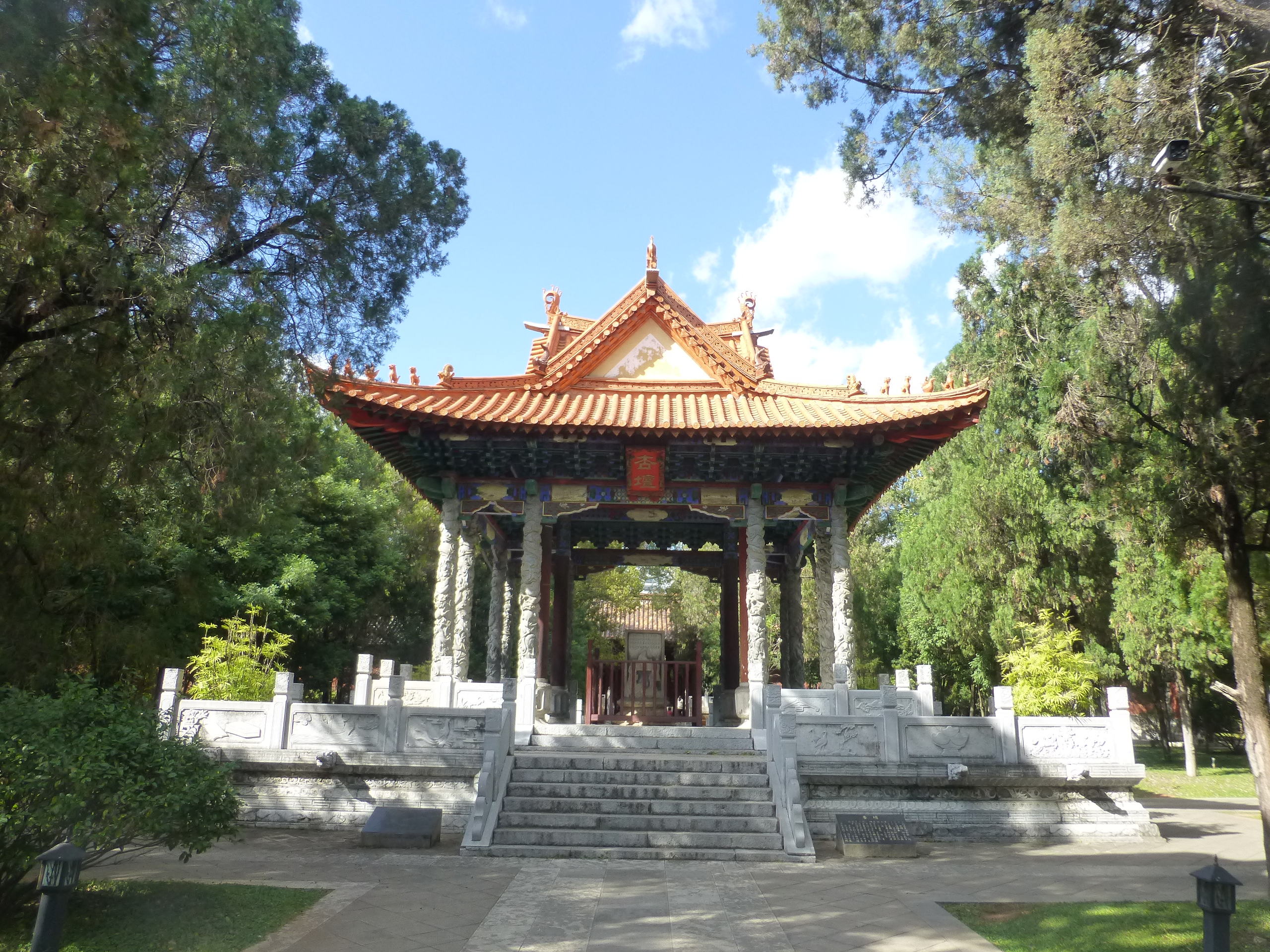
杏坛
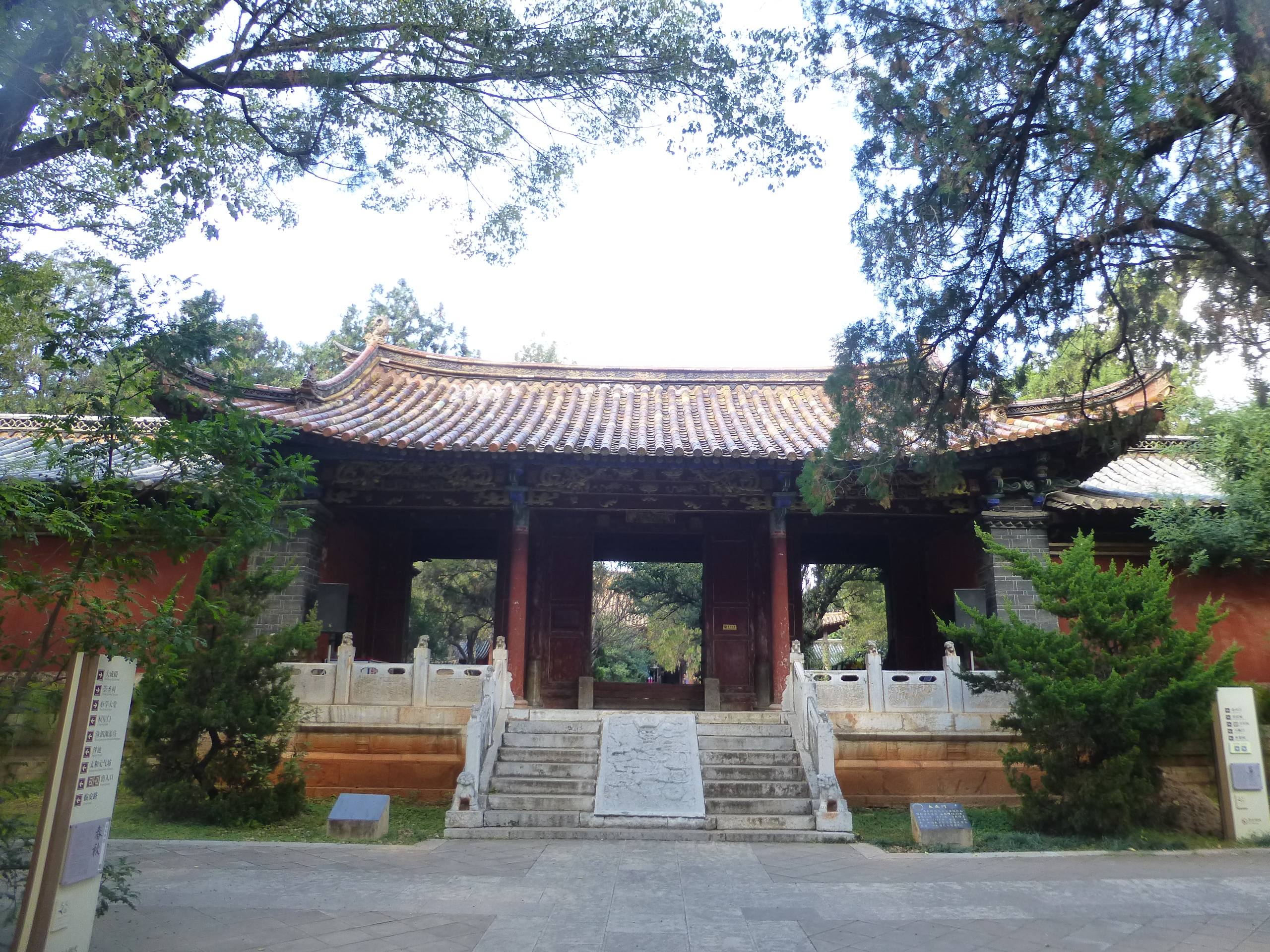
大成门
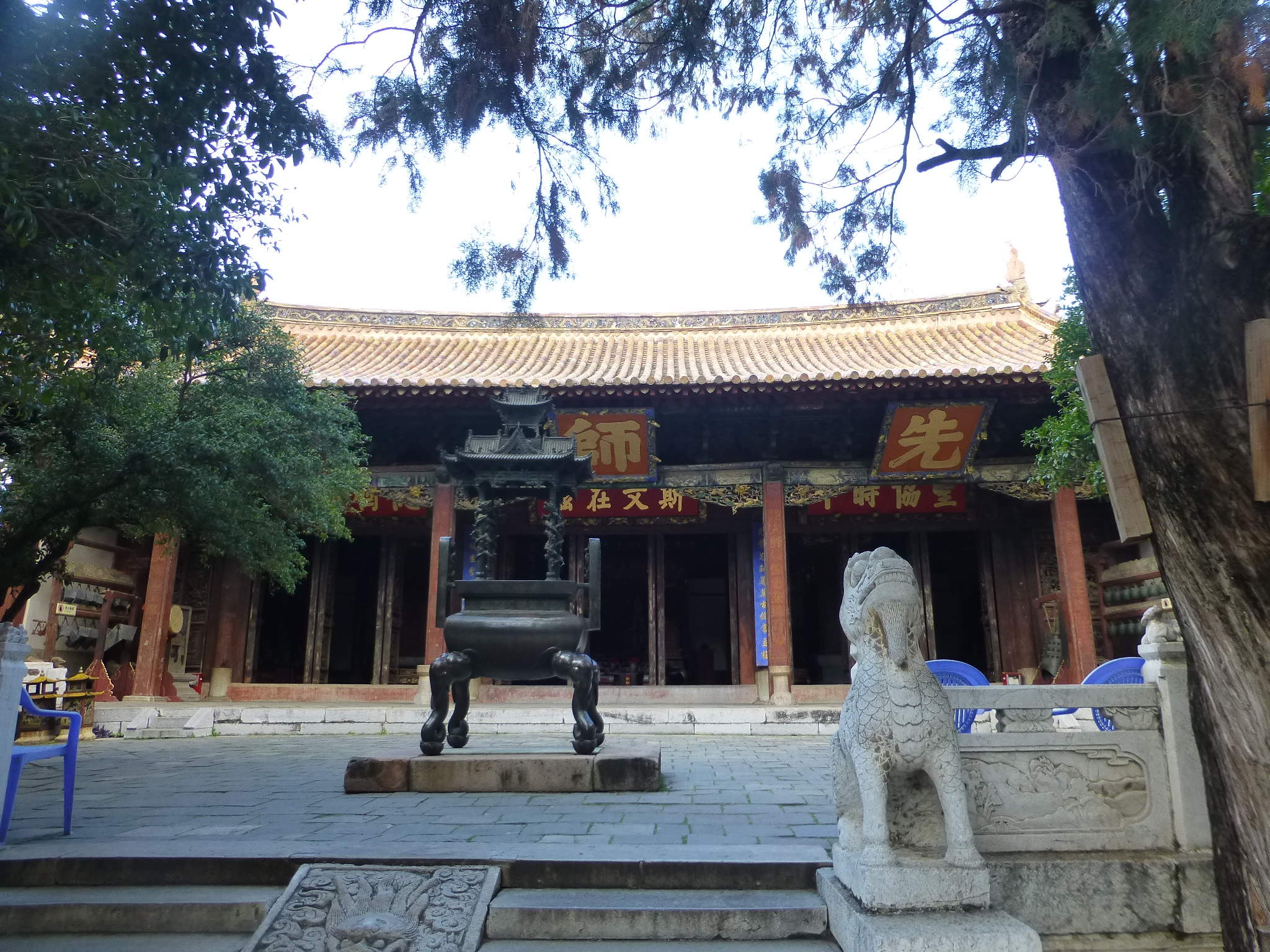
先师殿
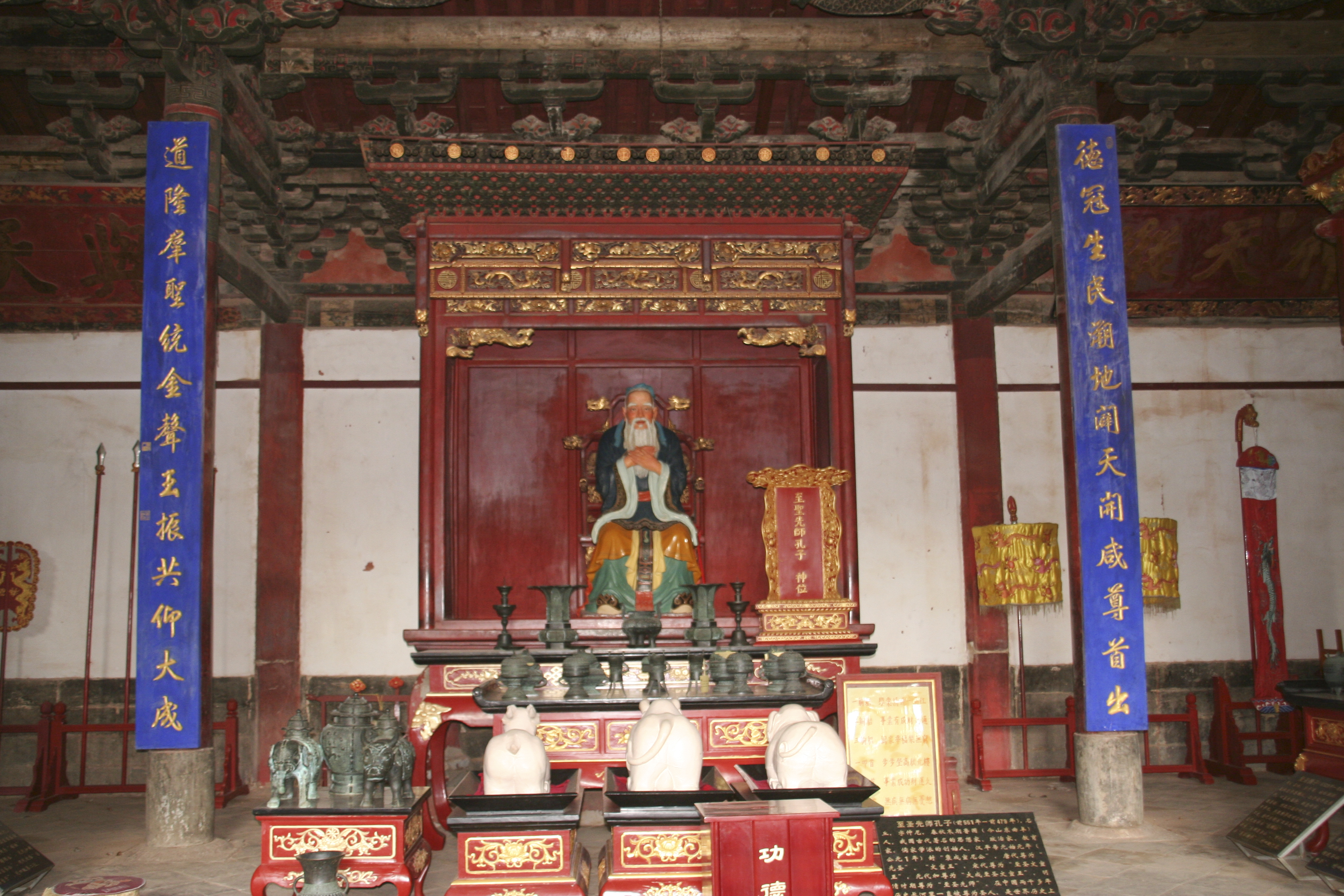
先师殿内孔子塑像
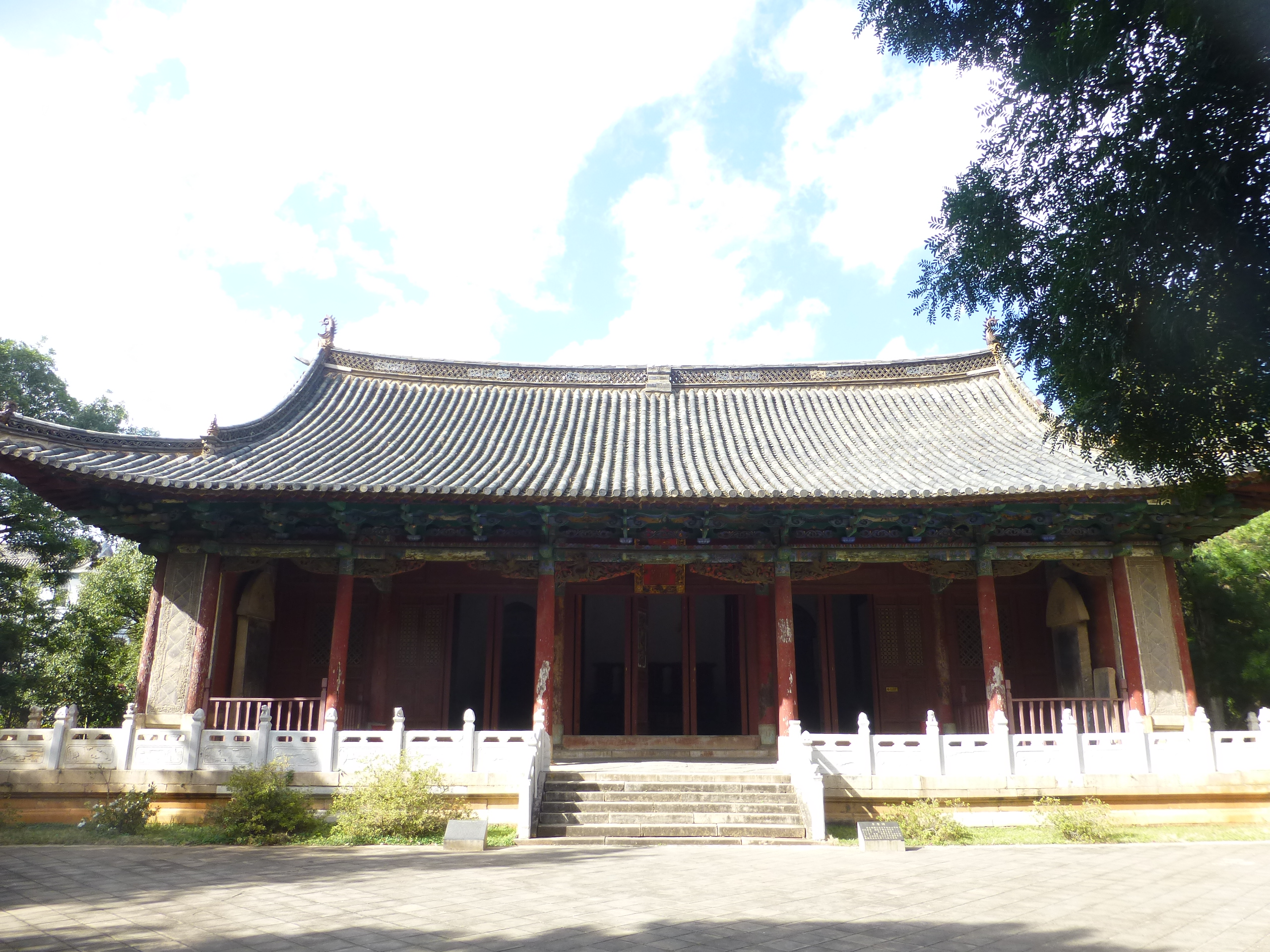
崇圣祠
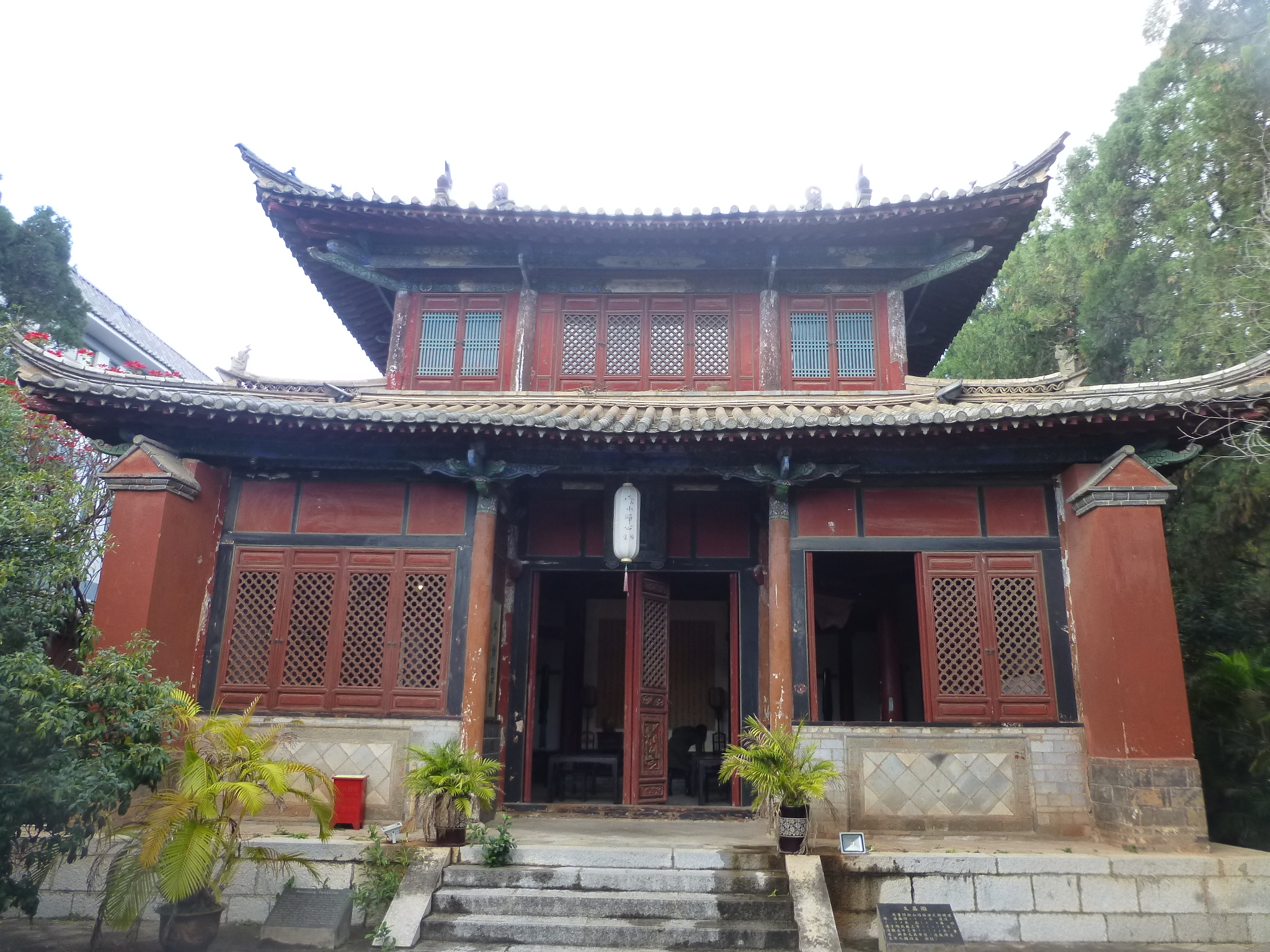
文昌阁
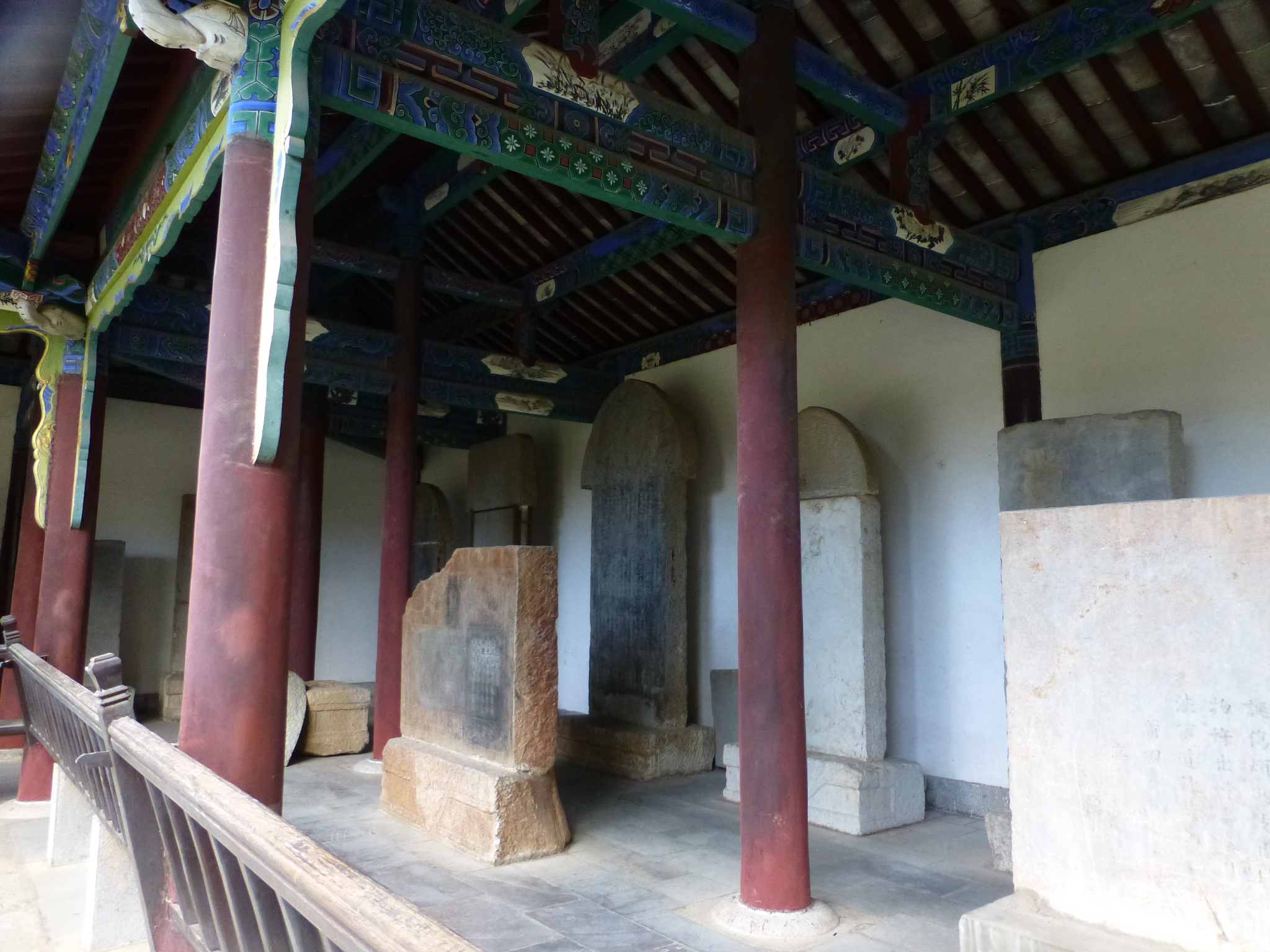
碑廊
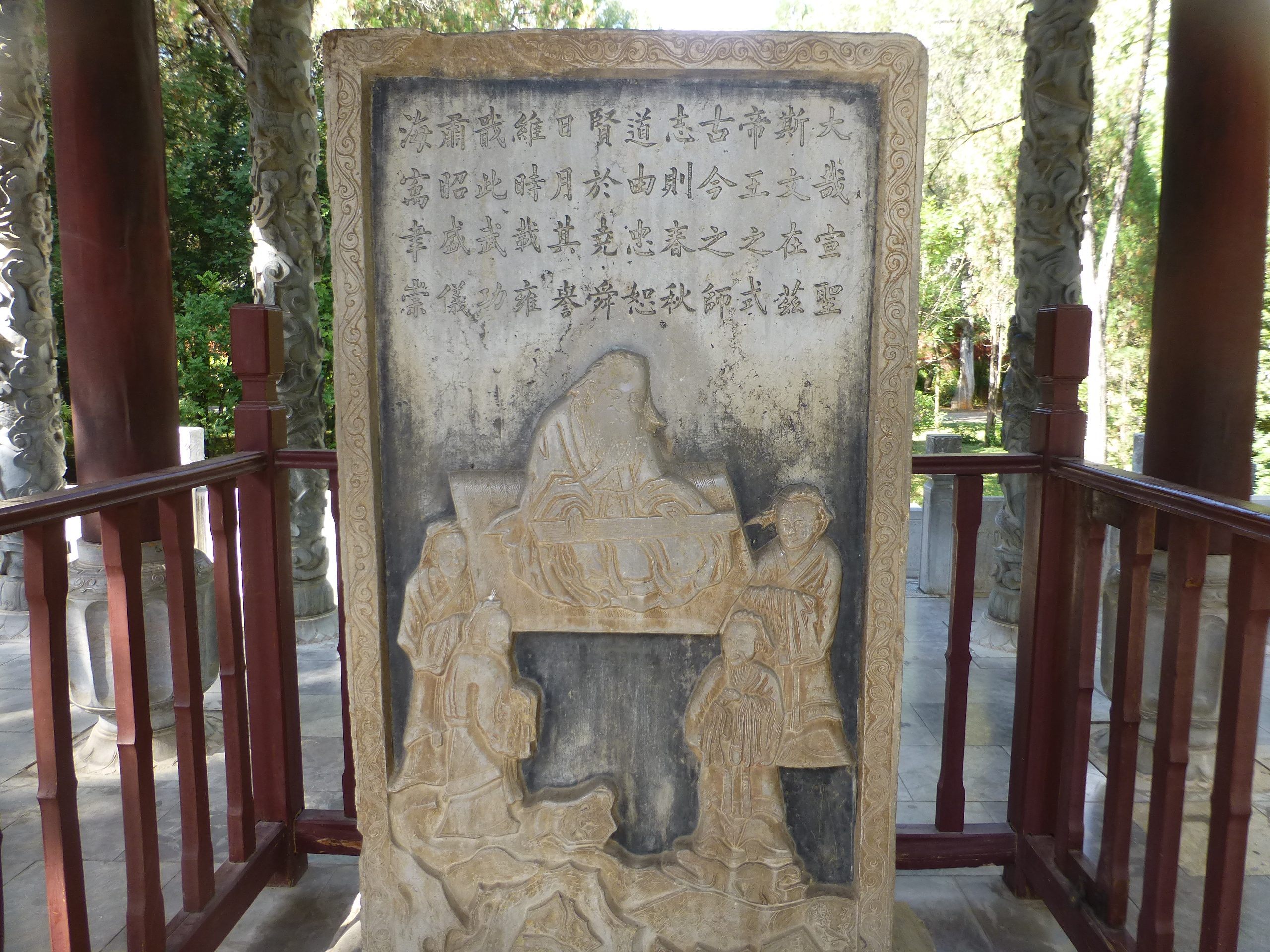
孔子贤颂碑
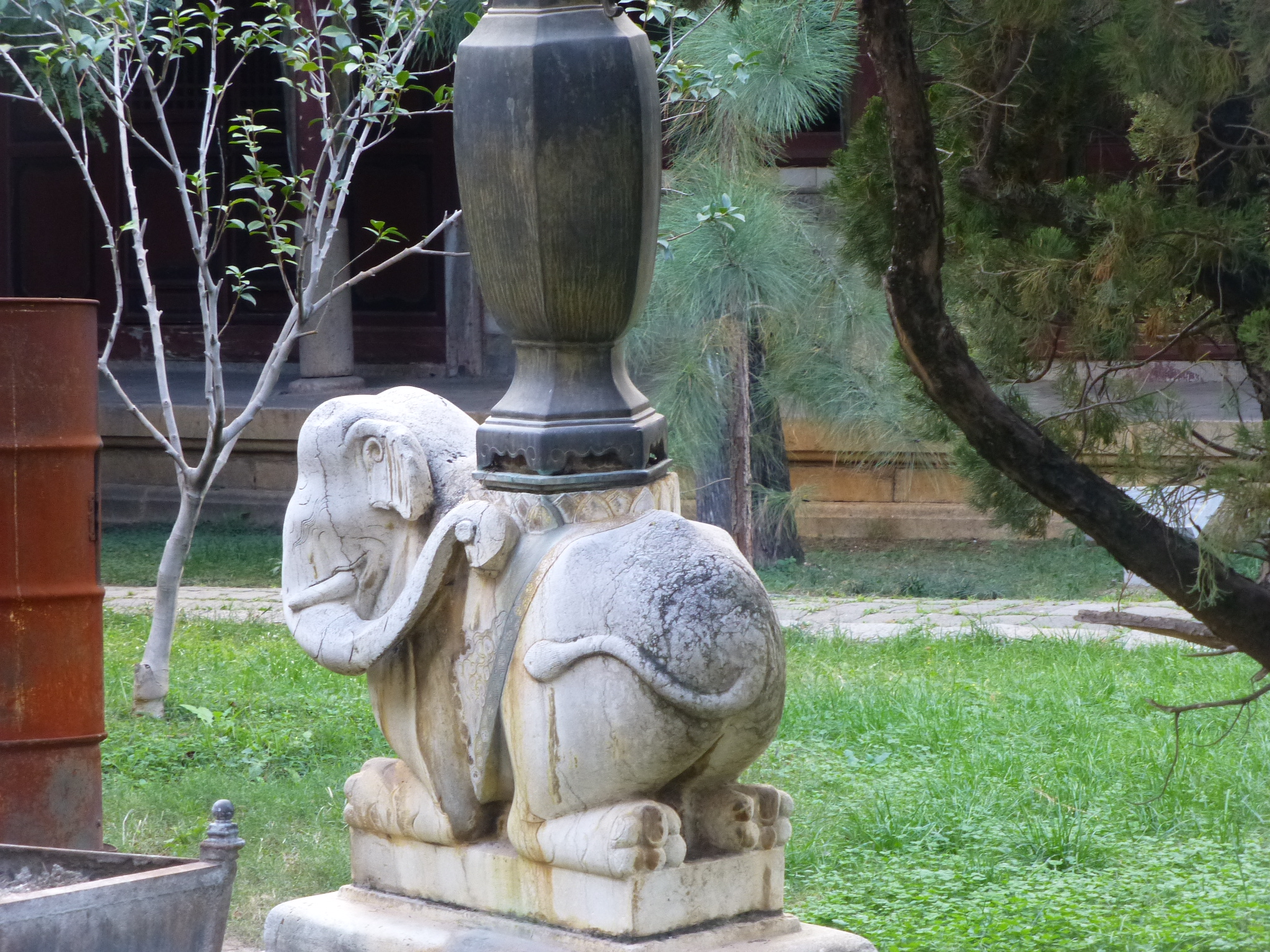
“圣象太平”石雕
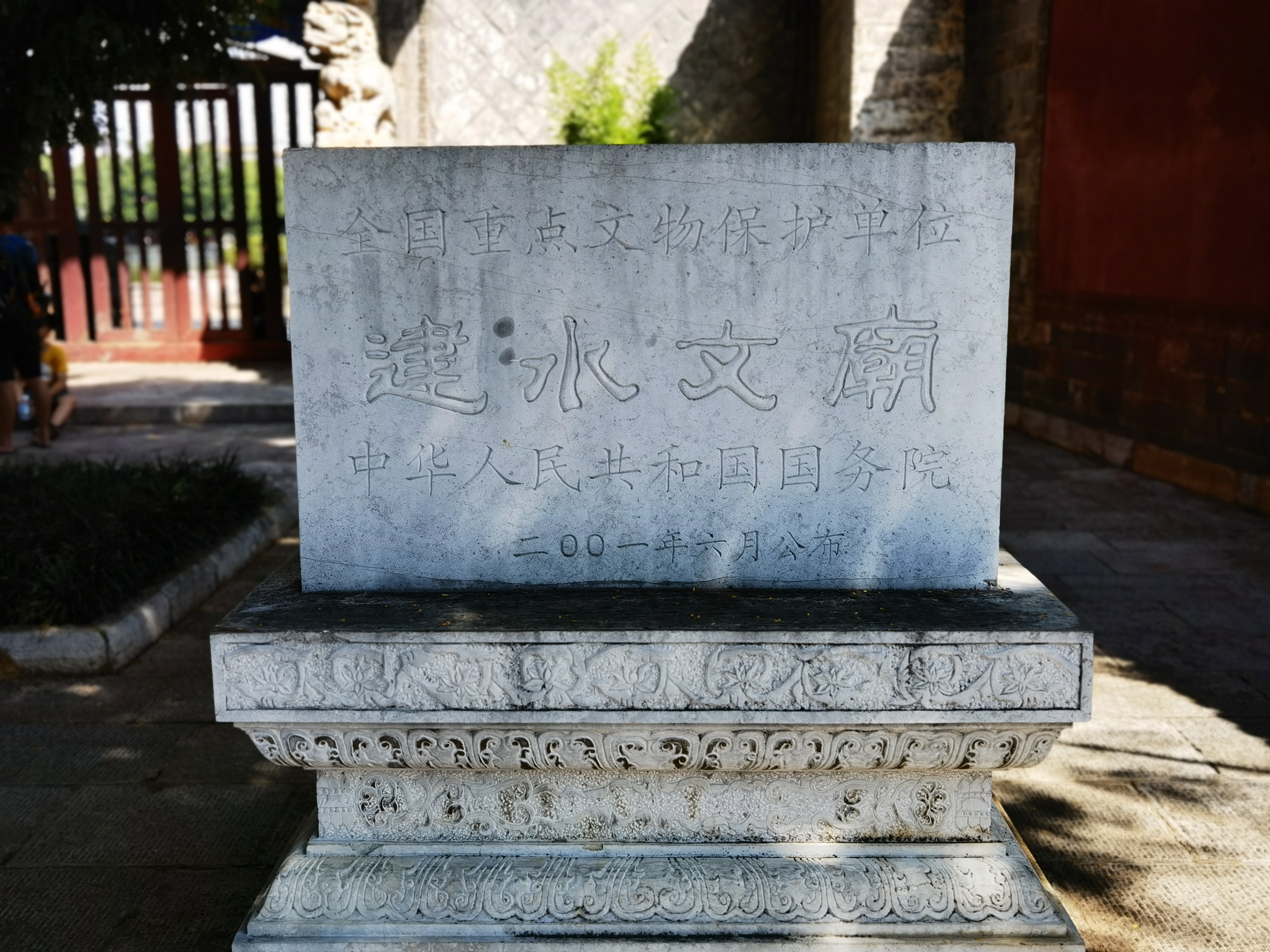
国保碑